# Ashagre Tesema
Ashagre Tesema Mekenin (27 aprile 1993) è un mezzofondista e maratoneta etiope.

## Palmarès
| Anno | Manifestazione     | Sede  | Evento         | Risultato | Prestazione | Note |
| ---- | ------------------ | ----- | -------------- | --------- | ----------- | ---- |
| 2024 | Giochi Panafricani | Accra | Mezza maratona | dnf       | dnf         |      |

## Altre competizioni internazionali
2022
- 23º alla Maratona di Amsterdam ( Amsterdam) - 2h14'23"

2023
- Bronzo alla Mezza maratona di Madrid ( Madrid) - 1h00'56"